# Wesele w Besarabii
Wesele w Besarabii (rum. Nuntă în Basarabia) – rumuńsko-mołdawsko-luksemburska komedia z 2009 roku w reżyserii Napoleona Helmisa.

## Fabuła
Tytułowe wesele ma odbyć się w ojczyźnie głównej bohaterki, Besarabii. Nie tylko ma ono ponownie zjednoczyć dziewczynę z rodziną, ale także stać się źródłem pieniędzy, które umożliwią młodej parze rozpoczęcie wspólnego życia.

## Obsada
- Vlad Logigan jako Vlad
- Victoria Bobu jako Vika
- Constantin Florescu jako Gioni
- Igor Chistol jako Valera
- Igor Caras-Romanov jako Senia
- Ion Scutelnicu jako Tata Vika
- Corina Druc jako Sora Vica
- Sergiu Voloc jako Regizorul Nuntii

## Reżyser
Reżyserem filmu jest Napoleon Helmis, który znany jest pod pseudonimem Nap Toader. Urodził się w 1969 r. w Topanie. W 1996 r. ukończył studia na Uniwersytecie Sztuk Teatralnych i Filmowych w Bukareszcie. Obecnie jest tam jednym z wykładowców.

## Nagrody
- Black Nights Film Festival w Tallinnie, grudzień 2009
- Comedy Cluj Film Festival, w kategorii Najpopularniejsze, październik 2009